# ويست فرازير
ويست فرازير (بالإنجليزية: West Fraser)‏ هو رسام أمريكي، ولد في 3 فبراير 1955.

## وصلات خارجية
- الموقع الرسمي